# Malmö Fotbollförening 1932-1933
Questa voce raccoglie le informazioni riguardanti il Malmö Fotbollförening nelle competizioni ufficiali della stagione 1932-1933.

## Stagione
Nella stagione 1932-1933 il Malmö disputò un campionato dall'andamento analogo a quello precedente, ottenendo la salvezza grazie a un nono posto con due punti di vantaggio sulla zona retrocessione.

## Divisa e sponsor
| Manica sinistra · Maglietta · Manica destra · Pantaloncini · Calzettoni |

## Rosa
| N. |                   | Ruolo | Calciatore        |
| -- | ----------------- | ----- | ----------------- |
| -  | Svezia (bandiera) | P     | Valdemar Wiberg   |
| -  | Svezia (bandiera) | P     | Henry Rosengren   |
| -  | Svezia (bandiera) | D     | Assar Mossberg    |
| -  | Svezia (bandiera) | D     | Helge Zachrisson  |
| -  | Svezia (bandiera) | D     | Henry Dahl        |
| -  | Svezia (bandiera) | C     | Sven Nilsson      |
| -  | Svezia (bandiera) | C     | Gunnar Martinsson |
| -  | Svezia (bandiera) | C     | Alex Lindén       |

| N. |                   | Ruolo | Calciatore      |
| -- | ----------------- | ----- | --------------- |
| -  | Svezia (bandiera) | A     | Göte Dahl       |
| -  | Svezia (bandiera) | A     | Ivar Roslund    |
| -  | Svezia (bandiera) | A     | Hans Håkansson  |
| -  | Svezia (bandiera) | A     | Georg Österlin  |
| -  | Svezia (bandiera) | A     | Andreas Nilsson |
| -  | Svezia (bandiera) | A     | Torsten Brost   |
| -  | Svezia (bandiera) | A     | Hugo Andersson  |

## Statistiche

### Statistiche di squadra
| Competizione | Punti | Totale | Totale | Totale | Totale | Totale | Totale | DR  |
| Competizione | Punti | G      | V      | N      | P      | Gf     | Gs     | DR  |
| ------------ | ----- | ------ | ------ | ------ | ------ | ------ | ------ | --- |
| Allsvenskan  | 19    | 22     | 8      | 3      | 11     | 42     | 66     | -24 |